# Labathude
Labathude település Franciaországban, Lot megyében. Lakosainak száma 201 fő (2022. január 1.). Labathude Lacapelle-Marival, Montet-et-Bouxal, Saint-Bressou, Sainte-Colombe, Saint-Maurice-en-Quercy, Saint-Médard-Nicourby és Terrou községekkel határos.

## Népesség
A település népességének változása:
| Lakosok száma | 283  | 216  | 214  | 185  | 205  | 212  | 209  | 201  | 201  | 201  |
|               | 1968 | 1982 | 1990 | 2006 | 2013 | 2015 | 2017 | 2019 | 2020 | 2022 |